# Vladimir Pysjnenko
Vladimir Vasilevitsj Pysjnenko (Russisch: Владимир Васильевич Пышненко) (Rostov aan de Don, 25 maart 1970) is een Russisch zwemmer.

## Biografie
Pysjnenko won namens het Gezamenlijk team tijdens de Olympische Zomerspelen van 1992 de gouden medaille op de 4×200 meter vrije slag in een wereldrecord.  Op de 4×100 meter vrije slag en 4×100 meter wisselslag won Pysjnenko als seriezwemmer de zilveren medaille.
In 1994 won Pysjnenko zilveren medailles op de vrije slagestafette.
Op de Olympische Zomerspelen 1996 won Pysjnenko de zilveren medaille op de 4×100 meter vrije slag.

## Internationale toernooien
| Jaar | Olympische Spelen | WK langebaan                                                                     | EK Langebaan                                               | WK Kortebaan                            |
| ---- | --- | -------------------------------------------------------------------------------- | ---------------------------------------------------------- | --------------------------------------- |
| 1991 | |                                                                                  | 4x200m vrije slag                                          |                                         |
| 1992 | 5e 200m vrije slag · 4x100m vrije slag · Pysjnenko zwom enkel de series · 4x200m vrije slag · 4x100m wisselslag · Pysjnenko zwom enkel de series |                                                                                  |                                                            |                                         |
| 1993 | |                                                                                  | 7e 200m vrije slag · 4x100m vrije slag · 4x200m vrije slag |                                         |
| 1994 | | 20e 100m vrije slag · 9e 200m vrije slag · 4x100m vrije slag · 4x200m vrije slag |                                                            |                                         |
| 1995 | |                                                                                  |                                                            |                                         |
| 1996 | 11e 200m vrije slag · 4x100m vrije slag |                                                                                  |                                                            |                                         |
| 1997 | |                                                                                  | 6e 200m vrije slag · 4x100m vrije slag                     | 21e 100m vrije slag 31e 200m vrije slag |

1908: Derbyshire, Radmilovic, Foster, Taylor ·
1912: Healy, Champion, Boardman, Hardwick ·
1920: McGillivray, Kealoha, Ross, Kahanamoku ·
1924: O'Connor, Glancy, Breyer, Weissmuller ·
1928: Clapp, Laufer, Kojac, Weissmuller ·
1932: Miyazaki, Yusa, Yokoyama, Toyoda ·
1936: Yusa, Sugiura, Taguchi, Arai ·
1948: Ris, McLane, Wolf, Smith ·
1952: Moore, Woolsey, Konno, McLane ·
1956: O'Halloran, Devitt, Rose, Henricks ·
1960: Harrison, Blick, Troy, Farrell ·
1964: Clark, Saari, Ilman, Schollander ·
1968: Nelson, Rerych, Spitz, Schollander ·
1972: Kinsella, Tyler, Genter, Spitz ·
1976: Bruner, Furniss, Naber, Montgomery ·
1980: Kopljakov, Salnikov, Stoekolkin, Krylov ·
1984: Heath, Larson, Float, Hayes ·
1988: Dalbey, Cetlinski, Gjertsen, Biondi ·
1992: Lepikov, Pysjnenko, Tajanovitsj, Sadovy ·
1996: Davis, Hudepohl, Schumacher, Berube ·
2000: Thorpe, Klim, Pearson, Kirby ·
2004: Phelps, Lochte, Vanderkaay, Keller ·
2008: Phelps, Lochte, Berens, Vanderkaay ·
2012: Lochte, Dwyer, Berens, Phelps ·
2016: Dwyer, Haas, Lochte, Phelps ·
2020: Dean, Guy, Richards, Scott ·
2024: Guy, Dean, Richards, Scott